# Антильская горлица
Антильская горлица (лат. Zenaida aurita) — вид птиц из семейства голубиных. Национальная птица Ангильи.

## Описание
Длина 28—30 см. Кормятся на земле, поедая, в основном, семена и зерна, однако не брезгуют и насекомыми. В кладке два белых яйца.

## Распространение

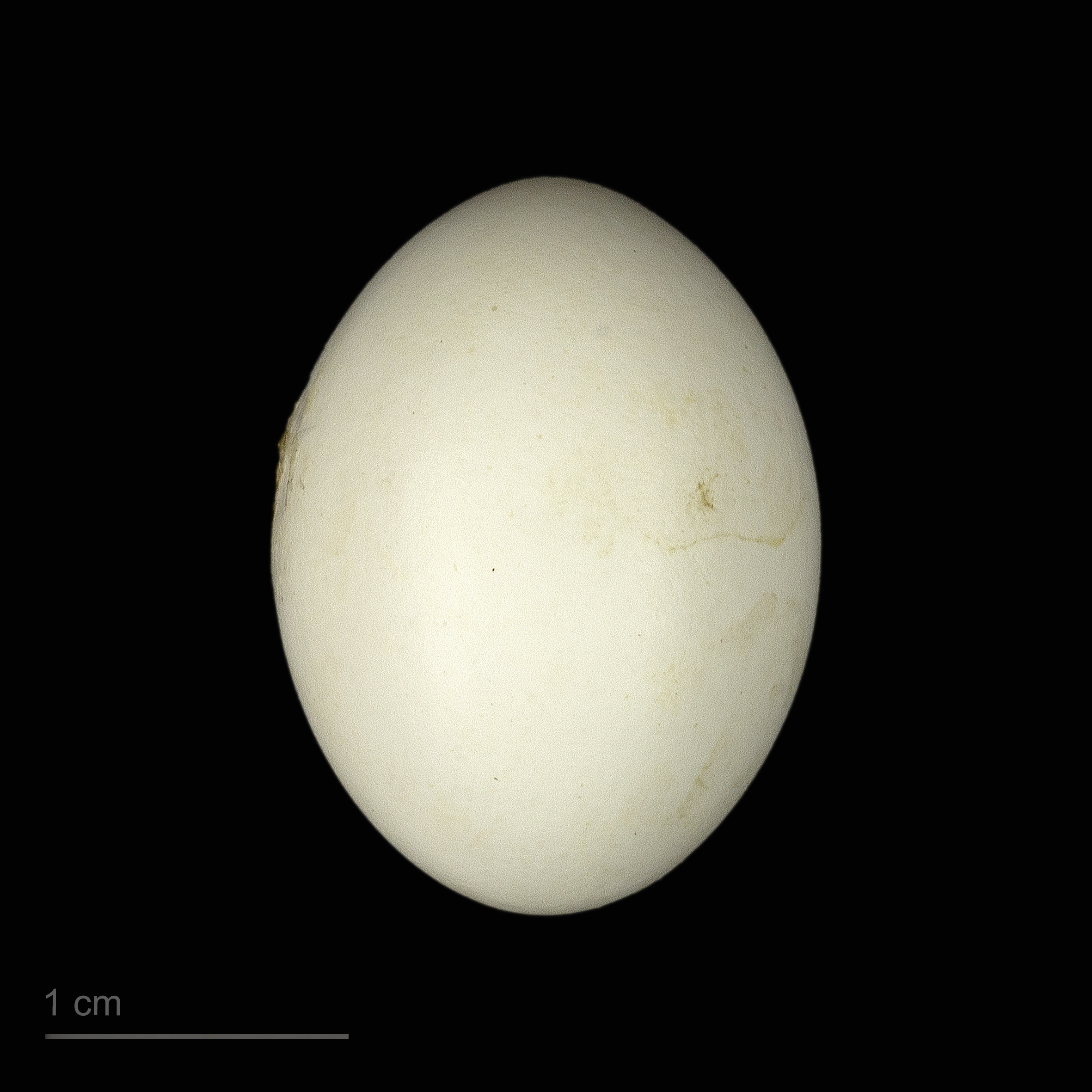
яйцо Zenaida aurita aurita - Тулузский музеум

Вид заселяет очень обширный ареал, распространённый на всю Центральную Америку. Одюбон писал, что птицы гнездятся на островах Флорида-Киз. При этом существует всего три заслуживающих доверия наблюдения из Флориды.
Предполагается, что численность популяции увеличивается в некоторых частях ареала, поскольку с изменением среды обитания появляются новые районы с благоприятными условиями обитания. 
Часто становятся объектом охоты.